# Telluur-110
Telluur-110 of 110Te is een onstabiele radioactieve isotoop van telluur, een metalloïde. De isotoop komt van nature niet op Aarde voor.

## Radioactief verval
Telluur-110 bezit een halveringstijd van 18,6 seconden. De isotoop vervalt vrijwel volledig door β+-verval naar de radio-isotoop antimoon-110:
{\displaystyle {\ce {{^{110}_{52}Te}->{^{110}_{51}Sb}+{e^{+}}+{\nu }_{e}}}}
De vervalenergie hiervan bedraagt 4,245 MeV. Een zeer klein gedeelte (0,003%) vervalt tot de radio-isotoop tin-109:
{\displaystyle {\ce {{^{110}_{52}Te}->{^{109}_{50}Sn}+{p^{+}}+{e^{+}}+{\nu }_{e}}}}
De vervalenergie bedraagt 2,7232 MeV.
105Te · 106Te · 107Te · 108Te · 109Te · 110Te · 111Te · 112Te · 113Te · 114Te · 115Te · 115m1Te · 115m2Te · 116Te · 117Te · 117mTe · 118Te · 119Te · 119mTe · 120Te · 121Te · 121mTe · 122Te · 123Te · 123mTe · 124Te · 125Te · 125mTe · 126Te · 127Te · 127mTe · 128Te · 128mTe · 129Te · 129mTe · 130Te · 130m1Te · 130m2Te · 130m3Te · 131Te · 131mTe · 132Te · 133Te · 133mTe · 134Te · 134mTe · 135Te · 135mTe · 136Te · 137Te · 138Te · 139Te · 140Te · 141Te · 142Te · 143Te